# Toni Coppers
Toni Coppers, né le 9 septembre 1963 à Saint-Trond (province de Limbourg), est un journaliste, écrivain, romancier, scénariste et enseignant belge néerlandophone.

## Biographie
Toni Coppers naît le 9 septembre 1963 à Saint-Trond. Il est élève à l'athénée royal de Saint-Trond.
Toni Coppers aborde la littérature en 1995 avec De Beha van Madonna, dans lequel il écrit des lettres de voyage littéraires à des amis et des connaissances. À cette époque, il est journaliste pour Radio 1 et produit plusieurs programmes de voyage pour la chaîne publique, tels que Gewoonweg, Lopend Vuur et Het Landhuis.
Il se fait connaître en Flandres grâce à ses romans policiers autour de la commissaire bruxelloise Liese Meerhout. Certains livres se vendus à plus de 20 000 exemplaires et sont adaptés sur la chaîne de télévision VTM,.
Ses romans lui ont valu plusieurs prix, dont le prix Hercule Poirot et le MAX Gouden Vleermuis Oeuvre Prize.
À l'occasion de la célébration des 50 ans de la mort de l’artiste belge René Magritte, la Fondation Magritte le sollicite pour écrire un thriller. En 2019, son premier roman traduit en français est L'Affaire Magritte publiés aux Éditions Diagonale. L'ouvrage qui tourne autour des images du peintre et des démons d’un enquêteur est efficace,.
En 2022, il est récipiendaire du Hercule Poirot Lifetime Award à l'occasion de la publication de son 25e livre Jacht.

### En bande dessinée
En 2017, De Kiekeboes de Merho inspire une série dérivée, Fanny K. Il met en vedette Fanny Kiekeboe dans le rôle d’une femme légèrement plus âgée dans des histoires à suspense captivantes. Toni Coppers coécrit le scénario, pour le dessinateur Jean-Marc Krings. Trois albums sont publiés en français aux éditions bruxelloises BD Must de 2018 à 2020.
Parallèlement, il enseigne l'analyse de la communication au GroepT de Louvain et il est responsable de la gestion de la qualité à la VRT.

### Vie privée
Il vit et travaille alternativement à Anvers et dans les Ardennes. Il est marié à l'autrice Annick Lambert et la famille recomposée compte 5 enfants.

## Œuvres

### Romans en français
- Toni Coppers, L'Affaire Magritte[3],[5], Namur, Éditions Diagonale, 15 novembre 2019, 360 p. (ISBN 9782930947013)thriller, réédition en 2023  (ISBN 9789022334829)
- Toni Coppers, L'Héritage, Uitgeverij Angèle, 2019, 128 p.roman policier

### Albums de bande dessinée en français

#### Fanny K
- 1. Belle à mourir, BD Must, Bruxelles, octobre 2018
Scénario : Merho, Toni Coppers - Dessin : Jean-Marc Krings - Couleurs : Véra Daviet -  (ISBN 978-2-87535-390-0)[10]
- 2. Morpheus, BD Must, Bruxelles, octobre 2019
Scénario : Merho, Toni Coppers - Dessin : Jean-Marc Krings - Couleurs : Véra Daviet -  (ISBN 978-2-87535-468-6)
- 3. L'Appât, BD Must, Bruxelles, août 2020
Scénario : Merho, Toni Coppers - Dessin : Jean-Marc Krings - Couleurs : Véra Daviet -  (ISBN 978-2-87535-469-3)

### En télévision
- 2016 : Coppers[11] comme scénariste.

## Prix et distinctions
- 2014 : prix Hercule Poirot (nl) pour Dood water[2] ;
- 2022 : Hercule Poirot Life Time award[6].

#### Livres
: document utilisé comme source pour la rédaction de cet article.
- Philippe Mellot, Michel Denni, Laurent Turpin et Isabelle Morzadec, Trésors de la bande dessinée : BDM 2023-2024 - Catalogue encyclopédique et Argus, Paris, Les Arènes, novembre 2022, 23e éd., 1677 p., ill. ; 23 cm (ISBN 9791037507280, OCLC 1351462460, présentation en ligne), p. 479. .

### Émissions de télévision
- "L'affaire Magritte" Toni Coppers - Sous couverture avec Toni Coppers sur Auvio, présentation : Thierry Bellefroid (7 min 57 s), 26 mars 2021.
- "L'affaire Magritte", de Toni Coppers, un thriller littéraire entre Paris et Bruxelles sur TV5 Monde, (6 min 58 s), 11 mai 2021.